# Скоростное поедание пищи

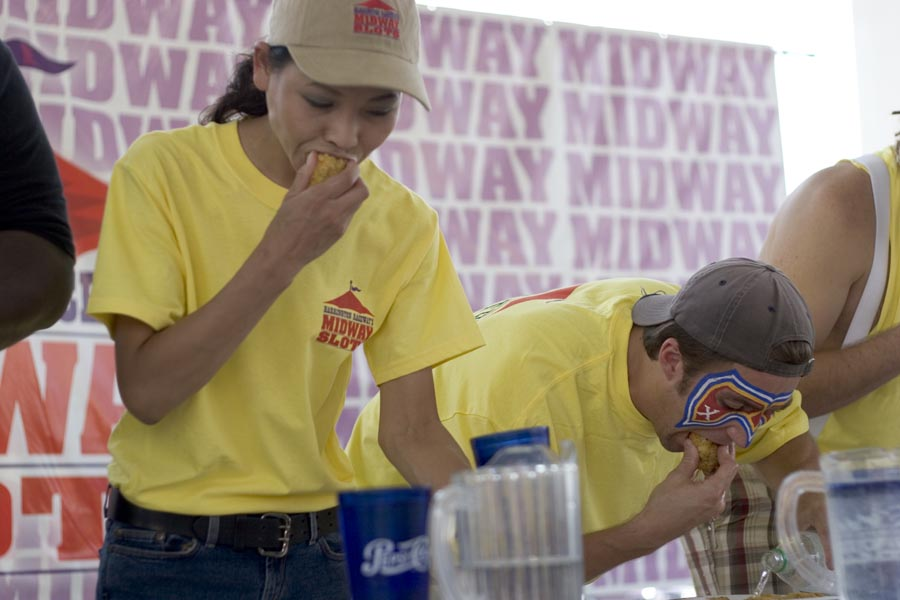
Современные состязания по скоростному поеданию.

Скоростное поедание пищи — вид соревнований (в некоторых странах рассматриваемый как спорт), в которых участники соревнуются друг с другом в потреблении как можно большего количества пищи за отведённое время. На скоростное поедание пищи отводится, как правило, не более 15 минут; победителем объявляется человек, который за этот период времени съел пищи больше, чем остальные участники. Более всего такой род соревнований распространён в США, Канаде и Японии. Некоторые организаторы подобных соревнований устанавливают для победителей денежные призы, размер которых может доходить до 10 тысяч долларов.

## Основа

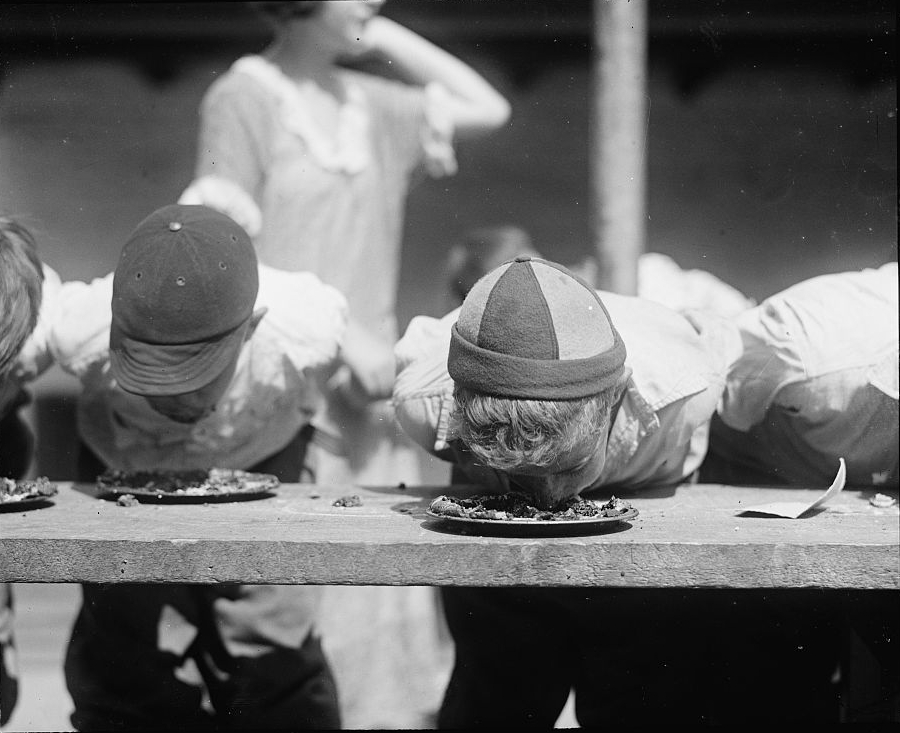
Соревнование по скоростному поеданию пирогов в 1923 году

В качестве продуктов питания, которые поедают участники, могут использоваться хот-доги, гамбургеры, пицца, фрикадельки, печенье, блины, пирожки, куриные крылышки, морепродукты и так далее; как правило, в каждом конкретном состязании все участники потребляют один и тот же вид пищи. В разных странах и на разных состязаниях правила могут несколько различаться — например, может быть разрешено или не разрешено одновременное потребление с пищей воды для более лёгкого её разжёвывания и проглатывания. Если какого-либо из участников состязания начинает рвать, то он немедленно дисквалифицируется.
В Америке данный вид состязаний известен с довольно давних времён, будучи одним из традиционных состязаний на сельских ярмарках, но в качестве именно отдельных состязаний он появился только в 1970-е годы, приуроченный к фестивалю Nathan’s Hot Dog Eating Contest, который с этого времени стал проводиться на Кони-Айленде ежегодно в День независимости США. В мире существует несколько организаций, позиционирующих себя как профессиональные федерации по скоростному поеданию пищи, например, IFOCE (Международная федерация скоростного поедания) и All Pro Eating.

## Критика
Скоростное поедание пищи подвергается масштабной, жёсткой и разнообразной критике как занятие безнравственное, ведущее к ожирению и представляющее различные опасности для здоровья — от приобретения болезней пищеварительной системы до смерти.